# Стронгилозома чорна
Стронгилозома чорна (Strongylosoma stigmatosum) — вид двопарноногих багатоніжок родини Paradoxosomatidae.

## Поширення
Вид поширений в Центральній та Східній Європі. Трапляється у змішаних та листяних лісах.

## Опис
Тіло завдовжки 17-24 мм, завширшки 1,8-2,4 мм. Форма тіла вервичкоподібне. Забарвлення від чорно-коричневого до каштанового, на спині виділяється чорна серединна смуга і з боків від неї світлі плями на метазонітах. Тіло складається з 20 сегментів. Тергіти з бічними здуттями. Гоноподій знаходиться на 8-ій парі кінцівок.

## Підвиди
- Strongylosoma stigmatosum stigmatosum (Eichwald, 1830)
- Strongylosoma stigmatosum balcanicum (Schubart, 1934) — ендемік Болгарії